# مارینیو (بازیکن فوتبال، زاده ۱۹۵۷)
مارینیو (پرتغالی: Marinho; ۲۳ مهٔ ۱۹۵۷ – ۱۵ ژوئن ۲۰۲۰) بازیکن سابق و مربی فوتبال اهل برزیل است.
از باشگاه‌هایی که در آن بازی کرده‌است می‌توان به باشگاه فوتبال اتلتیکو مینیرو، باشگاه فوتبال بوتافوگو، و باشگاه ورزشی بانگو اشاره کرد.
او همچنین در تیم‌های ملی فوتبال زیر ۲۳ سال برزیل و برزیل بازی کرده‌است.